# Violetta (ścieżka dźwiękowa)
Violetta – pierwszy album z oryginalną muzyką pochodzącą z serialu dla młodzieży pod tym samym tytułem, produkcji Disney Channel. Piosenki śpiewają główni bohaterowie telenoweli. Album osiągnął 3. miejsce sprzedaży w Polsce w zestawieniu OLiS oraz status podwójnej platyny.

## Ścieżka dźwiękowa

### Wersja podstawowa
| 1.  | "En mi mundo" Martina Stoessel (Sebastian Mellino, Pablo Correa, Ezequiel Bauza) | 3:32  |
|     | |       |
| 2.  | "Algo suena en mi" Facundo Gambandé, Lodovica Comello & Candelaria Molfese (Eduardo Frigerio, Claudio Yuste) | 2:14  |
|     | |       |
| 3.  | "Destinada a brillar" Jorge Blanco, Mercedes Lambre, Nicolás Garnier, Rodrigo Velilla (Eduardo Frigerio, Claudio Yuste) | 1:44  |
|     | |       |
| 4.  | "Te creo" Martina Stoessel (Eduardo Frigerio, Claudio Yuste) | 3:59  |
|     | |       |
| 5.  | "Voy por ti" Jorge Blanco (Sebastian Mellino, Pablo Correa, Ezequiel Bauza) | 2:26  |
|     | |       |
| 6.  | "Juntos somos más" Mercedes Lambre, Facundo Gambandé, Lodovica Comello & Candelaria Molfese (Eduardo Frigerio, Claudio Yuste) | 2:57  |
|     | |       |
| 7.  | "Entre tú y yo" Pablo Espinosa (Eduardo Frigerio, Claudio Yuste) | 3:24  |
|     | |       |
| 8.  | "Are you ready for the ride?" Facundo Gambandé, Jorge Blanco, Nicolás Garnier, Rodrigo Velilla, Samuel Nascimiento (Sebastian Mellino, Pablo Correa, Ezequiel Bauza) | 2:53  |
|     | |       |
| 9.  | "Dile que si" (Jorge Blanco, Nicolás Garnier, Rodrigo Velilla (Sebastian Mellino, Pablo Correa, Ezequiel Bauza) | 3:01  |
|     | |       |
| 10. | "Junto a ti" Lodovica Comello & Martina Stoessel (Sebastian Mellino, Pablo Correa, Ezequiel Bauza) | 2:42  |
|     | |       |
| 11. | "Tienes todo" Martina Stoessel & Pablo Espinosa (Sebastian Mellino, Pablo Correa, Ezequiel Bauza) | 3:49  |
|     | |       |
| 12. | "Veo veo" Candelaria Molfese, Lodovica Comello, Martina Stoessel (Sebastian Mellino, Pablo Correa, Ezequiel Bauza) | 2:32  |
|     | |       |
| 13. | "Habla si puedes" Martina Stoessel (Sebastian Mellino, Pablo Correa, Ezequiel Bauza) | 3:33  |
|     | |       |
| 14. | "Ven y canta" Violetta cast (Alba Rico, Candelaria Molfese, Facundo Gambande, Jorge Blanco, Lodovica Comello, Martina Stoessel, Mercedes Lambre, Nicolas Garnier, Pablo Espinoza, Rodrigo Velilla, Samuel Nascimento & Simone Lijoi) (Sebastian Mellino, Pablo Correa, Ezequiel Bauza) | 2:49  |
|     | |       |
|     | | 41:35 |
|     | |       |

### Wersja włoska
| 15. | "Nel mio mondo" Martina Stoessel (Lorena Brancucci, Sebastian Mellino, Pablo Correa, Ezequiel Bauza) | 3:32  |
|     | |       |
| 16. | "Ti credo" Lodovica Comello (Eduardo Frigerio, Claudio Yuste, Matteo Grenci)                         | 3:59  |
|     | |       |
|     | | 07:31 |
|     | |       |

### Wersja portugalska
| 15. | "Pelo Mundo" Mayra Arduini | 3:32  |
|     |                            |       |
|     |                            | 03:32 |
|     |                            |       |